# Jacobo González-Robatto
Jacobo González-Robatto Perote (Madrid, 14 de octubre de 1987), conocido como Coco Robatto, es un político español. Diputado por Vox en el Congreso de los Diputados en representación de la circunscripción de Granada (desde 2023).

## Biografía
González-Robatto nació en Madrid antes de trasladarse a Sevilla. Su padre fue presidente de la empresa Pescanova y ejecutivo del Partido Popular. Aunque nació Jacobo, su familia y colegas lo conocen como "Coco". Estudió en el Colegio Retamar del Opus Dei y, tras licenciarse en Administración y Dirección de Empresas en la Universidad CUNEF, completó su formación con un máster en Administración de Empresas por el IESE Business School. Comenzó su carrera profesional como consultor de gestión en el sector turístico. También ha estado involucrado en proyectos humanitarios en África.
Coco González-Robatto fue introducido en Vox por su líder Santiago Abascal y posteriormente trabajó como secretario financiero del partido.
En 2018 fue elegido diputado al Parlamento de Andalucía junto con otros once diputados de Vox y posteriormente fue nombrado senador por Vox (2019-2022).
En política, ha pedido medidas para "resurgir culturalmente la Hispanidad" en España e Hispanoamérica.
González-Robatto ha estado casado con la empresaria y diseñadora de moda, Rocío Osorno—casados en 29 de junio de 2019, y divorciados en 30 de diciembre de 2020—, con quien ha tenido dos hijos: Jacobo y Luis. Posteriormente salió con Bárbara Lobato (2022-2024), quien rompió con él a raíz de las infidelidades y relaciones paralelas del político con otras mujeres.